# 土卫二十六
土卫二十六又稱為「阿爾比歐利克」(S/2000 S 11, Albiorix)，是土星的一颗顺行不规则卫星，由霍尔曼及其同事于2000年发现。土卫二十六是加尔刻群不规则卫星中最大的一颗。

## 名称由来
它在2003年8月被命名为Albiorix，命名来源于“一个加尔刻巨人，被认为是世界之王。”这个名字来自于法国桑布莱镇附近发现的一块铭文，将他与罗马神话中的战神马尔斯（罗马化称谓）联系在一起。

## 概述
這顆衛星半长轴約為16,266,700公里，繞土星公轉週期774.58天，與黃道及土星赤道的軌道傾角為38.042°，軌道離心率0.477，自轉週期為13.33 ± 0.03小時。